# 빅매치
《빅매치》(Big Match)는 2014년에 개봉한 대한민국의 액션 및 코미디 영화이다.

## 캐스팅
- 이정재 : 최익호 역
- 신하균 : 에이스 역
- 이성민 : 최영호 역
- 보아 : 수경 역
- 김의성 : 도형사 역
- 배성우 : 도끼 역
- 손호준 : 재열 역
- 김윤성 : 조실장 역
- 최우식 : 구루 역
- 박두식 : 남형사 역
- 김도엽 : 태호 역
- 유현준 : 종팔이 역
- 블라드 데민 : 안드레이 역
- 이상홍 : 김형사 역
- 정기섭 : 정선배 역
- 신원우 : 전경중대장 역
- 김만기 : 여초 대장 역
- 김동찬 : 대학생 1 역
- 김명환 : 뺀질이 형사 역
- 정수교 : 막내형사 역
- 설우신 : 설형사 역
- 허승 : 허형사 역
- 김근배 : 배형사 역
- 김종선 : 써니 역
- 남정우 : 우형사 역
- 이종현 : 타이핑형사 역
- 양재영 : 날치 역
- 권신우 : 수제비 역
- 신준범 : 세꼬시 역
- 김곤 : 가스통 역
- 김재철 : 에이스 크루1 역
- 정현진 : 에이스 크루2 역
- 서동구 : 에이스 크루3 역
- 최종명 : 에이스 크루4 역
- 남윤호 : 재열 동료1 역
- 석광문 : 재열 동료2 역
- 정대균 : 재열 동료3 역
- 박재철 : 재열 동료4 역
- 박경혜 : 꼬마요정 역
- 박지환 : 노숙자 역
- 류혜린 : 트위터소녀 역
- 이재남 : 피자배달부/익호대역 역
- 서은 : 환복여경 역
- 안병래 : 위병소 순경 역
- 김서연 : 우량아 역
- 한승우 : 우량아 아빠 역
- 김태형 : 청담파 두목 역
- 이재훈 : 바이크족1 역
- 이상헌 : 바이크족2 역
- 필립 : WFC리포터 역
- 강정원 : WFC심판 역
- 프레드릭 : 격투기 선수2 역
- 켄 : 격투기 선수3 역
- 이지영 : 여자아나운서 역
- 강충훈 : 남자앵커 역
- 명세정 : 네비게이션 성우 역
- 라미란 : 형수 역 (특별출연)
- 성지루 : 부커 역 (특별출연)
- 맹상훈 : 수경부 역 (특별출연)
- 조덕제 : 박사장 역 (특별출연)
- 육진수 : 격투기 선수 역 (특별출연)
- 성승헌 : 캐스터 역 (특별출연)
- 김대환 : 해설자 역 (특별출연)